# Dr. Csont (negyedik évad)
A negyedik évad premierje 2008. szeptember 3-án volt a FOX televíziós csatornán egy kétórás epizóddal, az évad utolsó epizódját 2009. május 14-én adták le. Az egyes epizódokat szerdánként 20.00 órai kezdettel vetítették. Az évad 26 epizódból áll, az egyes epizódok átlagos nézettsége 10.800.000 fő volt.
Az Egyesült Királyságban a sorozat ezen évadának vetítése 2008. szeptember 25-én kezdődött, és 2009. május 28-án ért véget a Sky1 televíziós csatornán. Az egyes epizódok nézettsége átlagosan 827.000 fő volt.
Hazánkban a negyedik évad vetítése szinte egybeesett a harmadik évad fináléjával, a negyedik évad első epizódját 2010. szeptember 20-án vetítette az RTL Klub, az utolsó pedig 2011. április 4-én ment adásba. Az adatok alapján a 10. legnézettebb sorozat volt a teljes lakosság körében (1,133 millió néző), míg a 18 és 49 év közöttiek csoportjában a 6. helyen szerepelt 2010-ben (641 ezer néző).

## Szereplők
| Karakter                        | Alakítja            | Magyar hangja                | Szerep                                               |
| ------------------------------- | ------------------- | ---------------------------- | ---------------------------------------------------- |
| Dr. Temperance Brennan, "Bones" | Emily Deschanel     | Bertalan Ágnes               | Törvényszéki antropológus, Jefferson Intézet         |
| Seeley Booth                    | David Boreanaz      | Széles Tamás                 | Különleges ügynök, FBI                               |
| Angela Montenegro               | Michaela Conlin     | Kéri Kitty                   | Arcrekonstruáló, Jefferson Intézet                   |
| Dr. Jack Hodgins                | TJ Thyne            | Viczián Ottó                 | Entomológus, Jefferson Intézet                       |
| Dr. Camille Saroyan             | Tamara Taylor       | Törtei Tünde                 | A Bűnügyi Labor vezetője, Jefferson Intézet          |
| Dr. Lance Sweets                | John Francis Daley  | Molnár Levente               | Pszichiáter                                          |
| Dr. Clark Edison                | Eugene Byrd         |                              | Laborasszisztens, Jefferson Intézet                  |
| Vincent Nigel-Murray            | Ryan Cartwright     | Hamvas Dániel                | Laborasszisztens, Jefferson Intézet                  |
| Wendell Bray                    | Michael Grant Terry | Moser Károly                 | Laborasszisztens, Jefferson Intézet                  |
| Daisy Wick                      | Carla Gallo         | Huszárik Kata                | Laborasszisztens, Jefferson Intézet                  |
| Colin Fisher                    | Joel David Moore    | Kováts Dániel, Király Attila | Laborasszisztens, Jefferson Intézet                  |
| Arastoo Vaziri                  | Pej Vahdat          | Kossuth Gábor                | Laborasszisztens, Jefferson Intézet                  |
| Jared Booth                     | Brendan Fehr        | Csőre Gábor                  | Booth testvére                                       |
| Dr. Zack Addy                   | Eric Millegan       | Szabó Máté                   | Törvényszéki antropológus, Brennan volt asszisztense |
| Max Keenan                      | Ryan O’Neal         | Nagy Gábor                   | Brennan apja                                         |
| Dr. Gordon Wyatt                | Stephen Fry         | Koroknay Géza                | Pszichiáter                                          |

## Epizódok
|  | Alább a cselekmény részletei következnek! |

| Epizód száma | Epizód címe                                                        | Vetítés időpontja az USA-ban / Magyarországon |
| --- | ------------------------------------------------------------------ | --------------------------------------------- |
| 4.01 | Yanks in the U.K. / Jenkik Angliában 2/1.                          | 2008. szeptember 3. / 2010. szeptember 20.    |
| Kate Pritchard felügyelőnő egy fiatal lány eltűnése után nyomoz, amibe a Londonban tartózkodó Booth és Brennan is bekapcsolódik. Hogyvolt |                                                                    |                                               |
| 4.02 | Yanks in the U.K. / Jenkik Angliában 2/2.                          | 2008. szeptember 3. / 2010. szeptember 27.    |
| Brennan és Booth hazafelé készülődik Londonból, amikor hírt kapnak, az antropológus-oktató, Ian Wexler haláláról. |                                                                    |                                               |
| 4.03 | Man in the Outhouse / Hűtlenek és holtak                           | 2008. szeptember 10. / 2010. október 4.       |
| Az áldozat hűtlen férjeket buktatott le a tévéműsorában - tehát számos embernek lehetett indítéka, hogy megölje. Hogyvolt |                                                                    |                                               |
| 4.04 | The Finger in the Nest / Állati nyomozás                           | 2008. szeptember 10. / 2010. október 11.      |
| Booth kisfia, Parker egy fán lévő madárfészekben emberi ujjra bukkan. A rejtélyes lelet ügyében azonnal nyomozás indul. Hogyvolt |                                                                    |                                               |
| 4.05 | The Perfect Pieces in the Purple Pond / Segítség a zárt osztályról | 2008. szeptember 17. / 2010. október 18.      |
| A fej nélküli holttest darabjaira egy ipari tárolómedencében találnak rá. A gyanúsítottak mindegyike ártatlannak bizonyul. Hogyvolt |                                                                    |                                               |
| 4.06 | The Crank in the Shaft / Munkahelyi szerelem                       | 2008. szeptember 24. / 2010. október 25.      |
| A liftbe női láb hull be fentről. Kiderül, hogy a liftakna tele van a fülke által széttrancsírozott nő testrészeivel. Hogyvolt |                                                                    |                                               |
| 4.07 | The He in the She / Férfi vagy nő?                                 | 2008. október 1. / 2010. november 8.          |
| Férfiból nővé operált lelkész holttestét veti partra a tenger. Személyes, vallási és pénzügyi okokból többen is akarhatták a halálát. Hogyvolt |                                                                    |                                               |
| 4.08 | The Skull in the Sculpture / Halálszobrász                         | 2008. október 8. / 2010. november 15.         |
| Egy roncstelepen összenyomott autóban emberi maradványt találnak. Booth kideríti: a roncs egy alternatív szobrászhoz köthető. Hogyvolt |                                                                    |                                               |
| 4.09 | The Con Man in the Meth Lab / Szélhámos a laborban                 | 2008. november 5. / 2010. november 22.        |
| A rejtélyes gyilkosságokról Booth figyelmét teljesen elvonja váratlanul felbukkant öccse legújabb balhéja, amiért neki kell tartania a hátát. Hogyvolt |                                                                    |                                               |
| 4.10 | The Passenger in the Oven / Ég és föld között                      | 2008. november 12. / 2010. november 29.       |
| Hogyvolt |                                                                    |                                               |
| 4.11 | The Bone That Blew / Elfújta a szél                                | 2008. november 19. / 2010. december 6.        |
| Csontokig lebomlott hullát találnak egy fán. Az áldozatról kiderül, hogy tengerészgyalogos volt, most pedig "különleges" bébiszitter. Brennan apja munkát vállal a Jeffersonban. |                                                                    |                                               |
| 4.12 | Double Trouble in the Panhandle / Kész cirkusz                     | 2009. január 22. / 2010. december 13.         |
| Egy halott sziámi ikreket találnak, akikről kiderül, hogy cirkuszosok voltak. Booth és Brennan fedett nyomozást folytatnak a cirkuszban. |                                                                    |                                               |
| 4.13 | Fire in the Ice / Tűz és jég                                       | 2009. január 22. / 2010. december 20.         |
| Booth összebalhézott egy hokis társával, akiről később kiderül, hogy meggyilkolták. |                                                                    |                                               |
| 4.14 | The Hero in the Hold / Ügynökrablás                                | 2009. február 5. / 2011. január 3.            |
| A Sírásó visszatér ezúttal viszont Bootht veszi célba és a kiderül, hogy ki is ő valójában. |                                                                    |                                               |
| 4.15 | The Princess and the Pear / A hercegnő halála                      | 2009. február 19. / 2011. január 10.          |
| Egy hercegnőnek öltözött hullát találnak. A lánynak több riválisa is volt, illetve a híres excaliburhoz is köze volt. |                                                                    |                                               |
| 4.16 | The Bones That Foam / Habzó csontok                                | 2009. március 12. / 2011. január 17.          |
| Egy házasodni készülő pár egy hullát talál. Az áldozatról kiderül, hogy egy autóárusító volt. A testét egy olyan anyagba mártották, ami a csontjait is szétmarja. A gyilkos lehetett egy rivális munkatárs vagy az üzlet. |                                                                    |                                               |
| 4.17 | The Salt in the Wounds / A jéghegy csúcsa                          | 2009. március 19. / 2011. január 24.          |
| A halott lány ügyében kiderül, hogy a gimnáziumban, ahová járt, váratlanul több lány is terhes lett, akárcsak ő. |                                                                    |                                               |
| 4.18 | The Doctor in the Den / Hulla vacsorára                            | 2009. április 2. / 2011. január 31.           |
| |                                                                    |                                               |
| 4.19 | The Science in the Physicist / Gyilkos tudós                       | 2009. április 9. / 2011. február 7.           |
| |                                                                    |                                               |
| 4.20 | Cinderella in the Cardboard / Végzetes randi                       | 2009. április 15. / 2011. február 14.         |
| |                                                                    |                                               |
| 4.21 | Mayhem on a Cross / Keresztre feszítve                             | 2009. április 16. / 2011. február 21.         |
| |                                                                    |                                               |
| 4.22 | The Double Death of the Dearly Departed / Drága szeretteim         | 2009. április 20. / 2011. február 28.         |
| Egy elhunyt osztályvezető koporsójánál Brennan felfedezi, hogy nem szívroham végzett a férfival hanem megölték. |                                                                    |                                               |
| 4.23 | The Girl in the Mask / Álarc mögött                                | 2009. április 23. / 2011. március 7.          |
| Egy fiatal japán lány levágott fejét találják meg rejtélyes álarccal. A nyomozás az anime szerepjátékok és a prostitúció világába vezet. |                                                                    |                                               |
| 4.24 | The Beaver in the Otter / Hullajó buli                             | 2009. április 30. / 2011. március 21.         |
| Egy egyetemi bulin a sportcsapat régi ellenségének kabalaállatát égetnék el, amikor rájönnek, hogy az életnagyságú jelmez egy hullát rejt. A vidrabőrbe varrt fiú az egyik balhés diákszövetségnek volt a tagja, aki nemcsak hivatásos vizsgacsaló, de titkos bukméker is volt. Booth kezdettől fogva gyanítja, hogy szexuális indíték lehet a gyilkosság mögött.                |                                                                    |                                               |
| 4.25 | The Critic in the Cabernet / Borban az igazság                     | 2009. május 7. / 2011. március 28.            |
| Egy neves borászat pincéjében emberi maradványokat találnak egy hordó borban ázva. Kiderül, hogy az áldozat egy neves borkritikus, aki egyetlen szavával borászatok sorsa felől dönthetett. Gyanúsítottként képbe kerül a felesége, akit megcsalt, de egyes borászriválisai is.                                                                                                  |                                                                    |                                               |
| 4.26 | The End in the Beginning / A vég kezdete                           | 2009. május 14. / 2011. április 4.            |
| A kutatóintézet tagjai egy Labor nevű éjszakai klubban dolgoznak, a hely vezetői Booth és Brennan és, akik házaspárként élnek. A lokálban gyilkosság történik, Cam és Jared állnak rá az ügyre. A gyilkost megtalálják, és végül kiderül, hogy mindez csak Booth lázálmában elevenedett meg, mivel több napon át kómában volt az agydaganata miatt szükséges operációt követően. |                                                                    |                                               |